# Famille Storm de Grave
Pour les articles homonymes, voir Storm.

Armoiries de la famille Storm de Grave.

La famille Storm de Grave est une famille faisant partie du patriciat néerlandais et dont un membre fut anobli en 1852. C’est une branche cadette de la famille française de Grave originaire de la région du Minervois.

## Histoire
La généalogie de cette famille commence avec Aert Jansz Storm, né vraisemblablement en 1526 et mentionné comme échevin de Kruiningen en 1584. Son descendant Salomon Storm (vers 1667-1722) entra au service de la VOC. Son petit-fils Esaias (1731-1769) fut le premier à avoir pris le nom « Storm de Grave » et à avoir fait une carrière militaire. Le petit-fils de ce dernier Carel Willem Johan Storm de Grave (1792-1878) fut anobli en 1852. Avec le petit-fils de ce dernier Frédéric (1862-1907) s’éteignit la branche noble.
Cette famille fut reprise en 1917 dans le Nederland's Patriciaat.

## Quelques descendants
Salomon Storm (vers 1667-1722), entra en 1683 au service de la Compagnie néerlandaise des Indes orientales, fut membre du conseil de justice de Batavia et gouverneur de Banda.
- Martinus Storm (1698-1746), secrétaire du gouvernement des Indes Orientales en 1729, gouverneur de Ternate; épousa Jacoba Elisabeth Dubbeldecop (1710-1742), fille de Jacob Willem Dubbeldecop et Elisabeth de Grave issue de la famille française de Grave, relative à Pierre Marie de Grave
  - Esaias Storm (de Grave; nom ajouté par lui en 1768) (1731-1769), lieutenant-colonel.
    - Adrien Guillaume Storm de Grave (1763-1817), lieutenant général d’infanterie de l'armée Française, chevalier de l’ordre de l'Union, chevalier de l’ordre de la Réunion, chevalier de la Légion d'honneur.
      - Antoine Jean Pierre Storm de Grave (1788-1864), colonel d’infanterie, commissaire à la milice.
        - Emile Guillaume Charles Corneille Storm de Grave (1817-1890), lieutenant-colonel d’infanterie.
          - Antoine Iman Storm de Grave (1856-1910), 1er lieutenant de cavalerie
          - Albert Emile Storm de Grave (1885-1954), 1er lieutenant volontaire au corps automobile.

        - Iman Willem Storm de Grave (185-1901), 1er lieutenant des chasseurs-grenadiers.

      - jhr. Carel Willem Johan Storm de Grave (1792-1878), anobli en 1852, lieutenant-général, chevalier de l’ordre militaire de Guillaume, commandeur dans l’ordre du Lion néerlandais, grand-croix dans l’ordre de la Couronne de chêne.
        - jhr. Willem Isaac Adriaan Storm de Grave (1822-1893), général-major, chevalier de l’ordre du Lion néerlandais, chevalier de troisième classe dans l’ordre du Lion d'or de la maison de Nassau.
          - jhr. Frédéric Storm de Grave (1862-1907), dernier représentant de la branche noble.

      - Cornelis Marinus Storm de Grave (1794-1871), colonel de cavalerie, chevalier dans l’ordre militaire de Guillaume.
        - Marie Céline Cornélie Henriette Storm de Grave (1836-1922); épousa en 1858, Edouard van Wickevoort Crommelin (1833-1891), major de cavalerie.
        - Emma Antoinette Isaure Storm de Grave (1841-1933); épousa en 1874, Alexis Pierre Joseph Bricou[1] (Bruxelles 19 septembre 1824-1877), négociant[2] en éponges et peaux de chamois[3], à Bruxelles au Nouveau Marché aux Grains, 9, puis à Schaerbeek, rue du Progrès, 121, veuf de Hermanie Koch[4] et de Gesina Cornelia van Duura[5] (1834-1867)[6], fils de Pierre Gauthier Bricou, tailleur de pierres, puis soldat, sapeur de 1re classe dans l'armée coloniale néerlandaise, mort à Soerabaja[7] (Indes Néerlandaises) le 7 novembre 1841, et de Françoise Jeannette Piron.
          - Jeanne Bricou (1875-1926), femme de lettres, romancière et essayiste, qui fut l’amie et la condisciple de pensionnat à Bruxelles de la mère de Marguerite Yourcenar, Fernande de Cartier de Marchiennes et fut une proche de son père. Elle fut le modèle de Madame de Reval dans Quoi? L'Éternité[8], épousa en 1902 à La Haye[9], Conrad Adalbert Egon baron von Vietinghoff (1870-1957), pianiste.
            - Egon Arnold Alexis baron von Vietinghoff (1903-1994), artiste peintre.
            - Alexis von Vietinghoff (1904-1942).

        - Willem Adriaan Storm de Grave (1848-1883), premier lieutenant de cavalerie.
          - Albert Paul Marin Adrien Storm de Grave (1878-1952), premier lieutenant de cavalerie puis ritmestre.
            - Willem Adriaan Storm de Grave (1911-1991), ritmestre, épouse en 1941 jkvr. Dorothea van Reenen (1916-2006).

## Illustrations

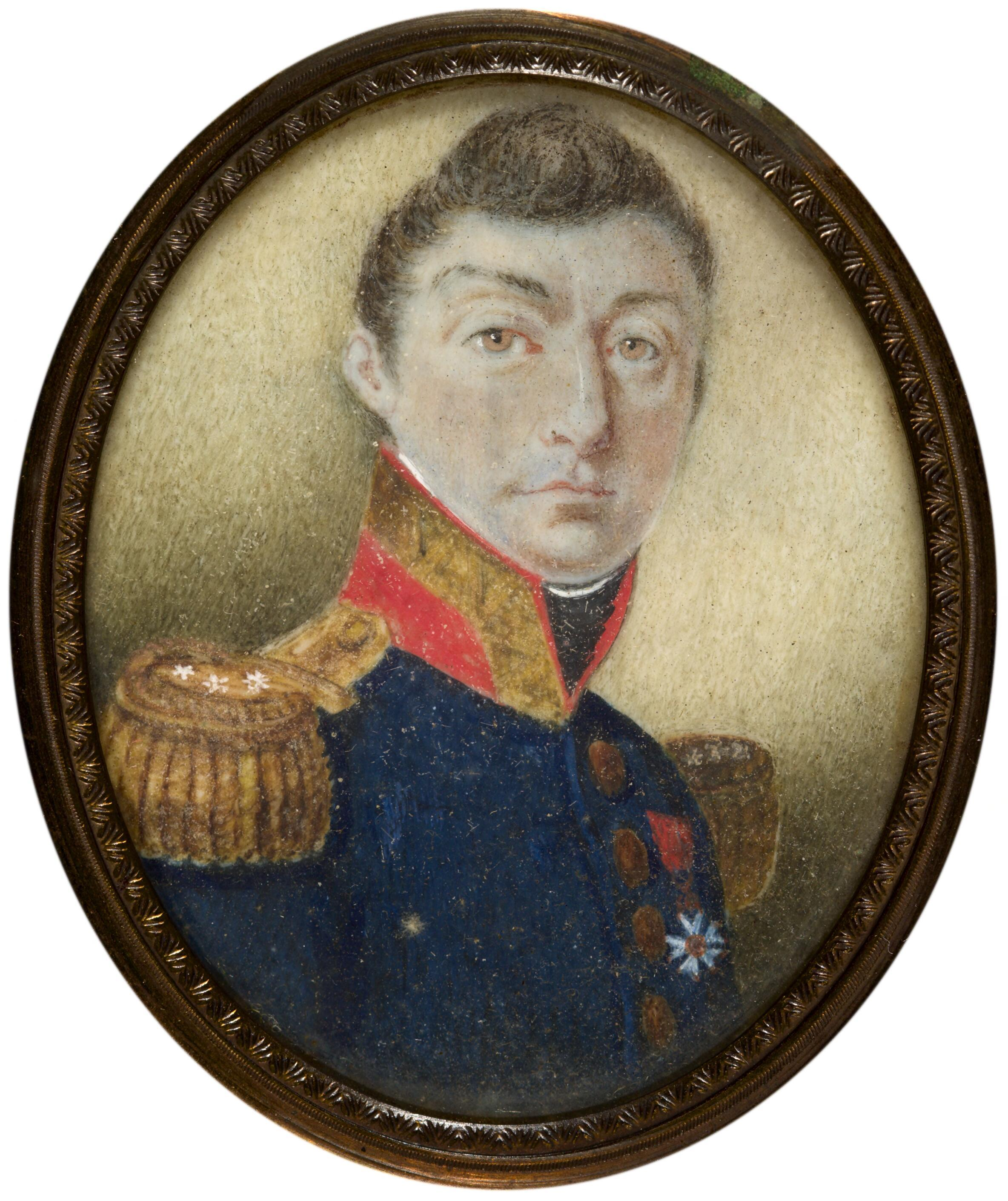
Adrien Guillaume Storm de Grave (1763-1817) lieutenant général d’infanterie de la Grande Armée.
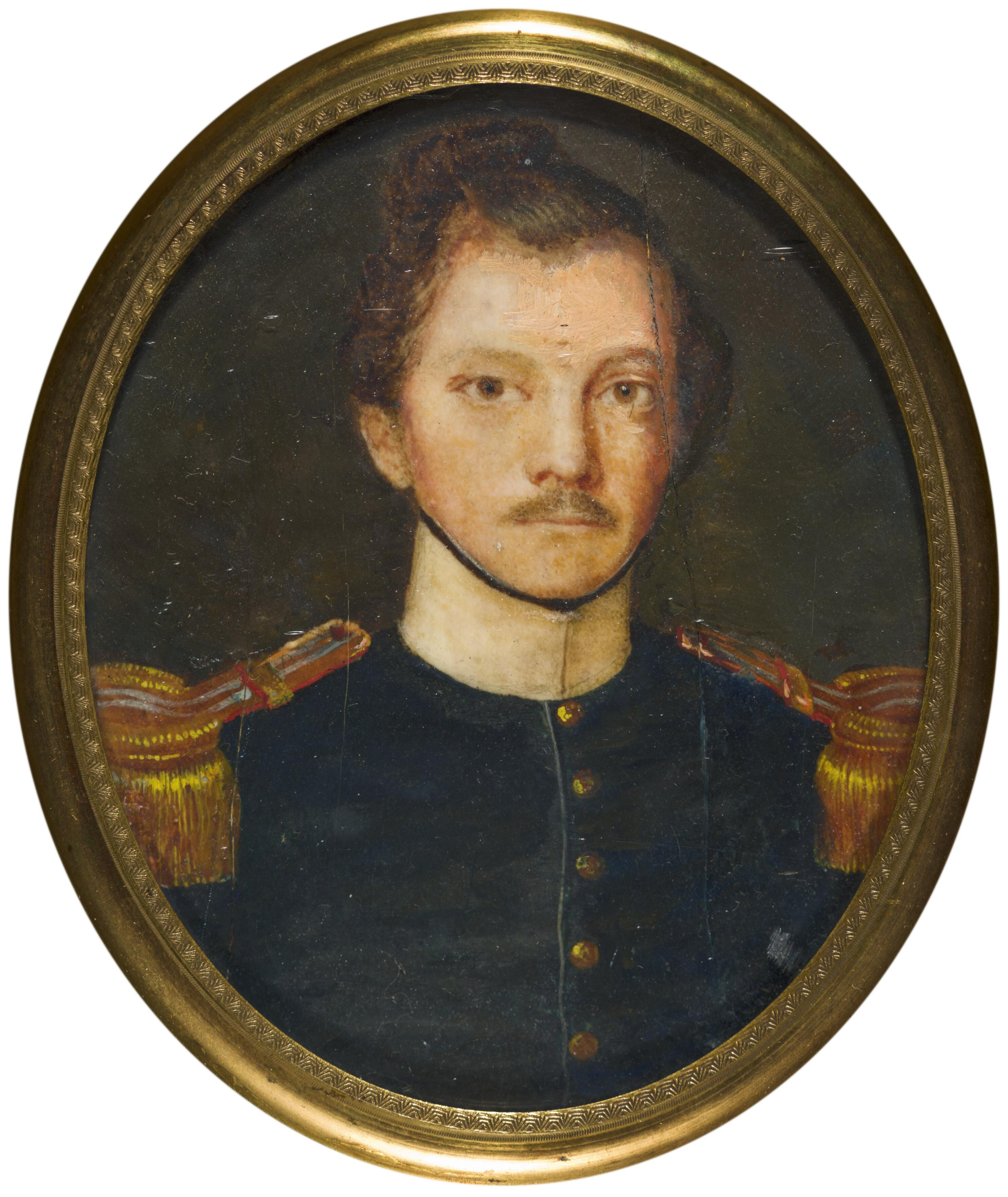
Emile Guillaume Charles Storm de Grave (1817-1890), lieutenant-colonel d’infanterie.
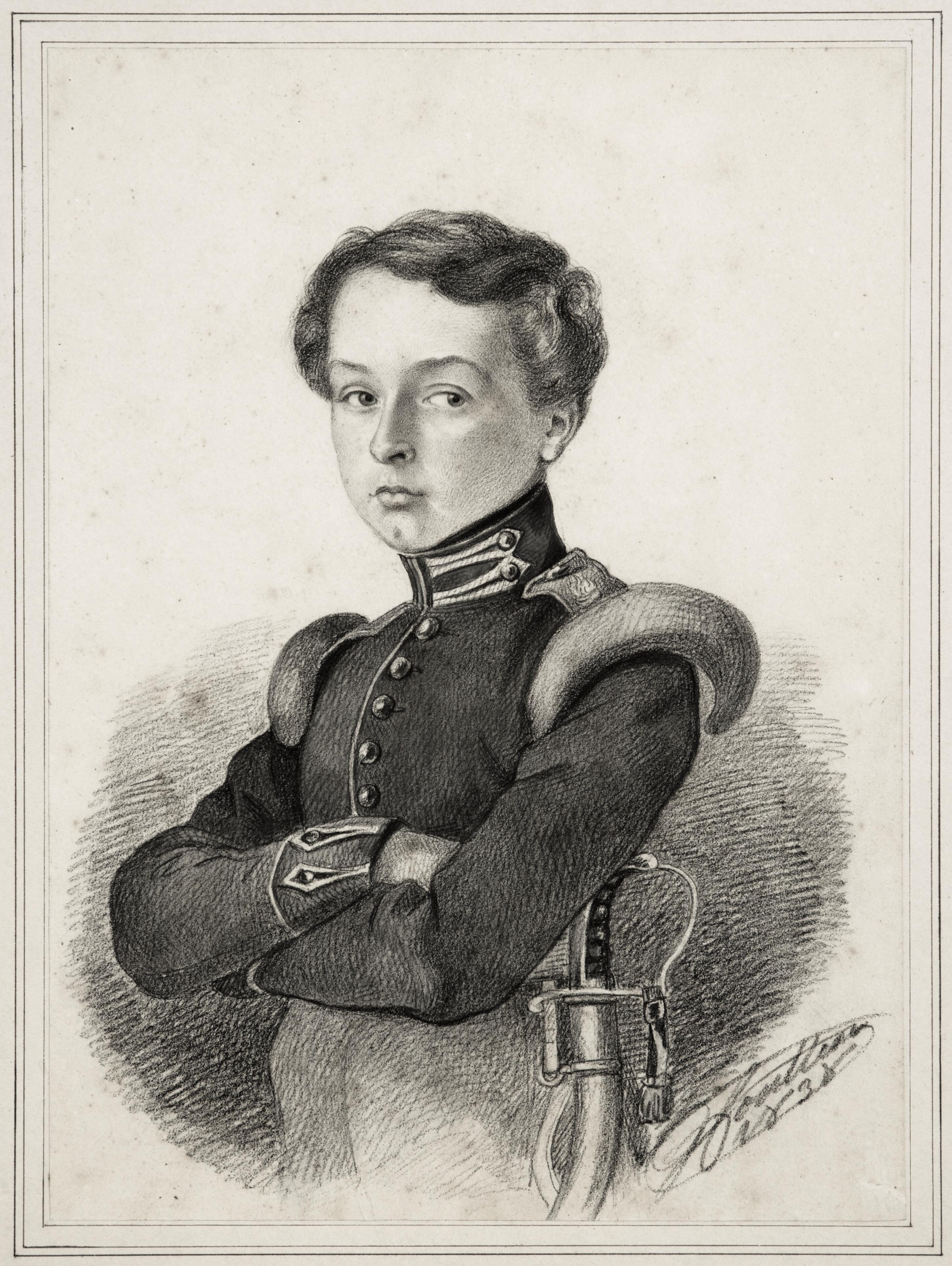
Jhr. Willem Isaac Adriaan Storm de Grave (1822-1893), général-major.
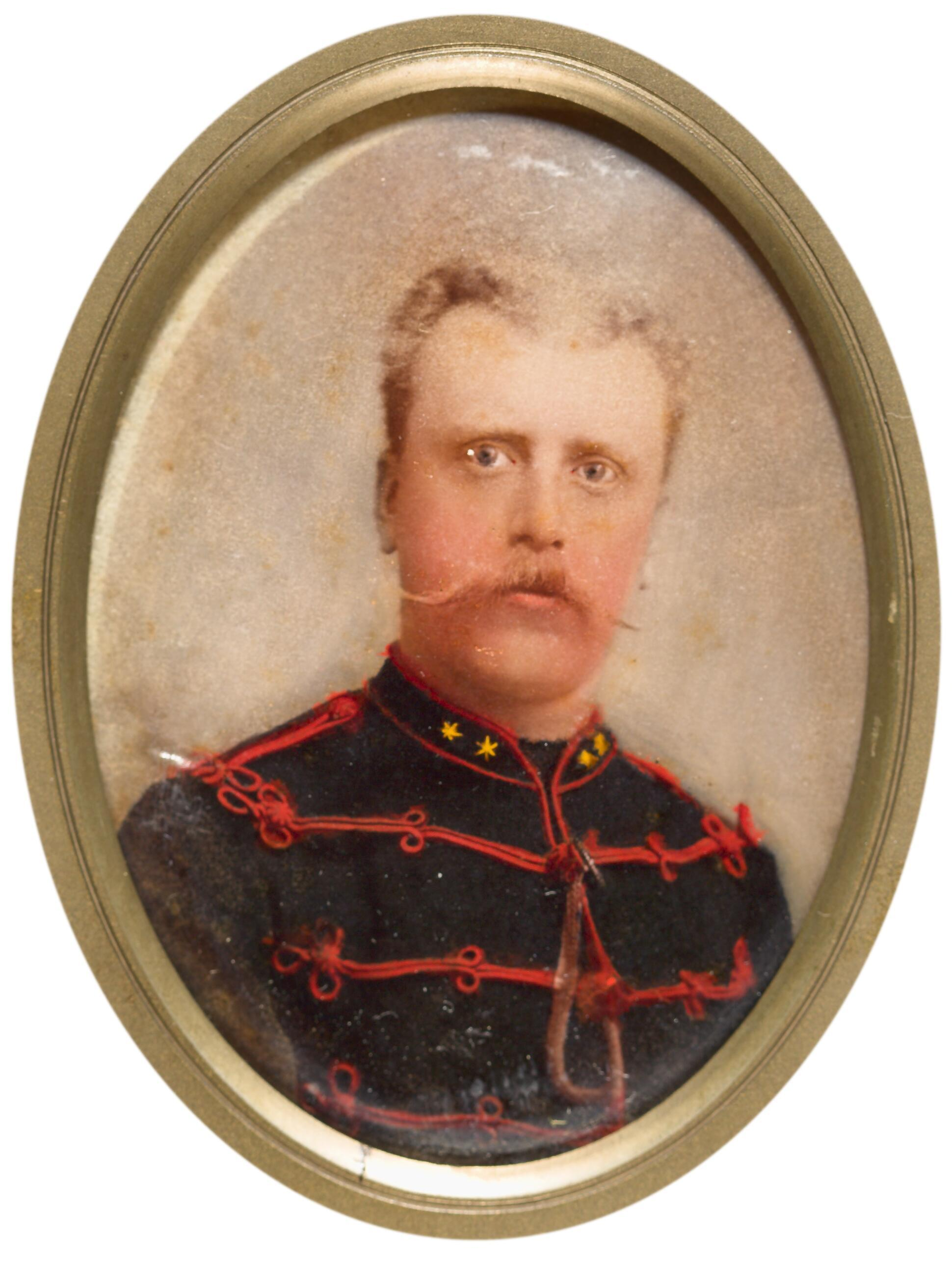
Willem Adriaan Storm de Grave (1848-1883), lieutenant de cavalerie.
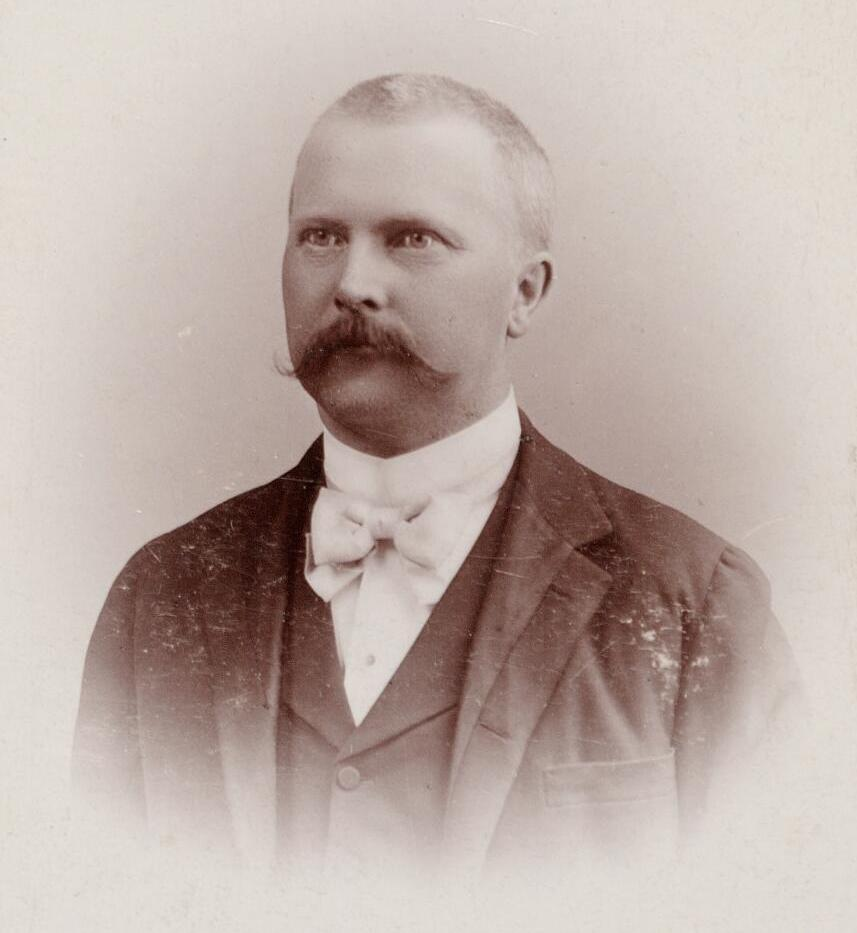
Antoine Iman Storm de Grave en 1879 (1856-1910) 1er lieutenant de cavalerie.
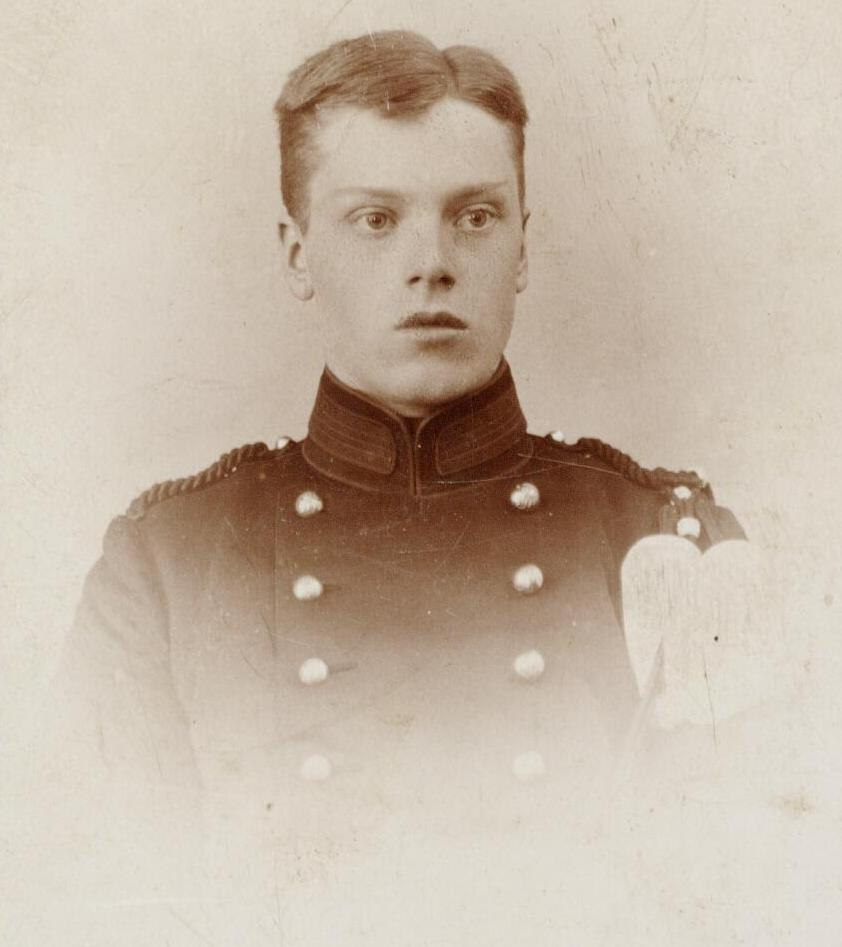
Albert Paul Marin Adrien Storm de Grave (1878-1952), lieutenant de cavalerie, ritmestre, photographie de 1898.
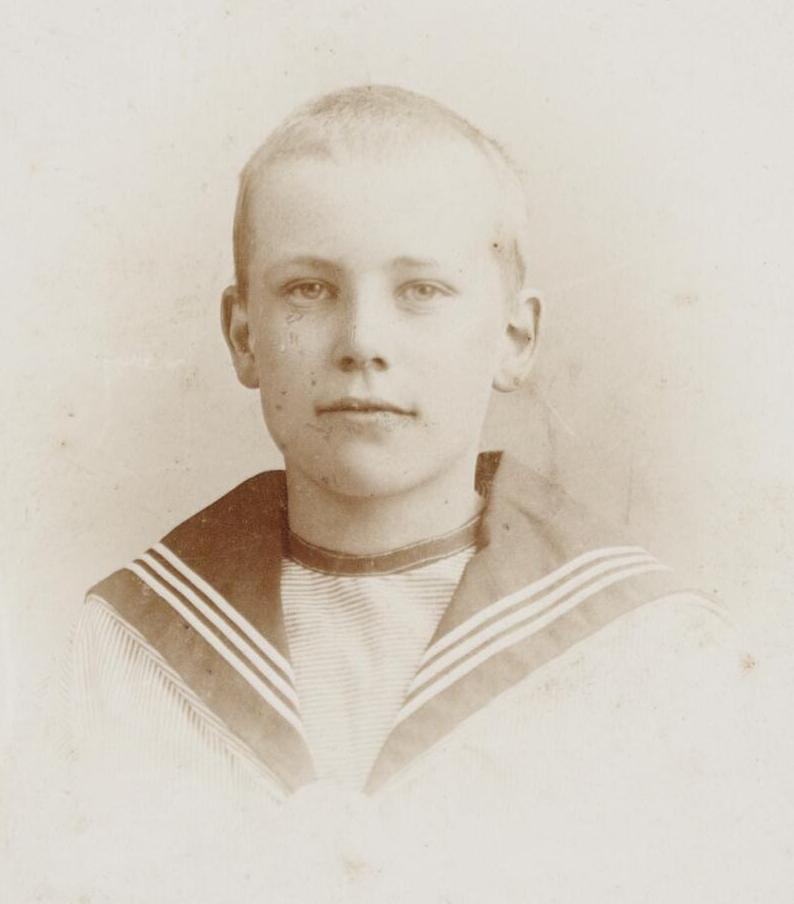
Albert Emile Storm de Grave (1885-1954), futur 1er lieutenant volontaire au corps automobile.